# 德国U15大学联盟
U15大学联盟是德国15所大型高校、研究型高校联盟，成立于2012年10月12日。联盟成立宗旨为改善德国科研和教育的架构。占德国高校总数13%的十五所高校，承担了37%的第三方资助、60%的医科资助、43%的博士授予，并获得了43%的莱布尼茨奖。目前联盟主席为海德堡大学校长爱特尔（Bernd Eitel）。

## 成员

### 德東
- 柏林 ：柏林自由大学、柏林洪堡大学
- 萨克森：莱比锡大学

### 德南
- 巴登-符腾堡：海德堡大学、弗莱堡大学、图宾根大学
- 巴伐利亚：慕尼黑大学、维尔茨堡大学

### 德西
- 北萊茵-威斯特法伦：波恩大学、科隆大学、明斯特大学
- 黑森：法兰克福大学
- 下萨克森：哥廷根大学
- 汉堡：汉堡大学
- 萊茵蘭-普法尔茨：美茵茨大学

## 相关链接
- 九校联盟
- G9集团
- 澳大利亞八校聯盟
- 早慶
- 關關同立
- U15 (加拿大大学)